# 칼 프리드리히 아벨

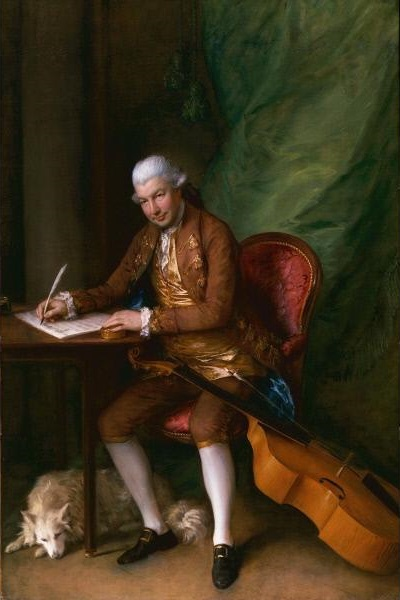
1777년 초상화

칼 프리드리히 아벨(Carl Friedrich Abel, 1723년 12월 22일  – 1787년 6월 20일)은 고전주의 이전 시대의 독일 작곡가였다. 비올라 다 감바의 유명한 연주자였으며 해당 악기에 대한 중요한 작곡을 제작했다. 1743년부터 드레스덴 궁정의 음악 감독이었고, 1759년 런던으로 이주하여 1764년 샤를로테 공녀의 실내악 연주자가 되었다. 그곳에서 요한 크리스티안 바흐와 함께 구독 콘서트 시리즈를 창설했다. 칼 프리드리히 아벨 작품목록(AbelWV)에 따르면 그는 실내악을 중심으로 420곡의 작곡을 남겼다.